# Leo Schrattenholz
Leo Schrattenholz (* 24. August 1872 in London; † 11. April 1955 in Berlin) war ein deutscher Komponist, Cellist und Musikpädagoge. 

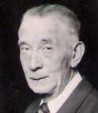

## Leben
Der Sohn des Pianisten Max Schrattenholz besuchte von 1879 bis 1884 die Realschule in Erfurt, an der sein Vater Musik-Direktor war. Er stand schon früh mit seinem Bruder, dem Geiger Ernst Schrattenholz, auf der Bühne. Berichtet wurde in der zeitgenössischen Presse von einem Konzert des Elfjährigen in Utrecht 1883 und in der Brixton Musical Society um 1885. Gespielt wurden dort Beethoven, Mozart und Chopin. Leo Schrattenholz tat sich am Violoncello besonders mit einer Polonaise von Chopin hervor. Ein Jahr später erregte er wiederum in London Aufsehen, als er bei einem Benefiz-Konzert des Dirigenten der Crystal-Palace-Konzerte ein Romberg'sches „Violoncell-Konzert frei aus dem Gedächtnis“ vortrug. In The Musical World, Ausgabe 215 von 1888, wird auch ein Konzert des Vaters mit seinen Söhnen in der Steinway Hall zu London beschrieben.
Von 1891 bis 1893 studierte Schrattenholz an der Königlichen Hochschule für Musik in Berlin und danach bis 1895 an der von Max Bruch geleiteten Meisterschule für Komposition der Berliner Akademie. Mit Bruch verband ihn offenbar ein freundschaftliches Verhältnis. Bis 1896 war er Lehrer am Stern'schen Konservatorium in Berlin, dann folgte eine Berufung nach Hamburg zum neu gegründeten Orchester. 1898 erhielt er das Felix-Mendelssohn-Bartholdy-Stipendium für Komponisten. Von 1906 bis 1935 unterrichtete er Musiktheorie und Komposition an der Berliner Musikhochschule. Zu seinen Schülern zählten u. a. der japanische Komponist Moroi Saburō, der Musikwissenschaftler Curt Sachs, der Militärkapellmeister, Dirigent und Komponist Hans Felix Husadel, der Komponist Erwin Johannes Bach, der Pianist Siegfried Schultze, der Kapellmeister, Cellist, Cellolehrer und Buchbinder Erich Hollaender, der Dirigent und Komponist Erich Riede, der Komponist, Dirigent und Musikschriftsteller Karel Mengelberg sowie der Dirigent und Komponist Gerhard Scholz-Rothe.
Schrattenholz trat als Cellist und Pianist auf und wirkte als Dirigent des Symphonie-Vereins, einer „Dilettanten=Organisation[…]“, die er „nicht nur umsichtig und energisch, sondern auch mit bemerkenswertem Feinsinn“ leitete. Neben kammermusikalischen Werken komponierte Schrattenholz eine Anzahl von Liedern (u. a. Fünf Gedichte von Hedwig von Olfers und Aus der Volksseele: eine Reihe toscanischer Volkslieder). Außerdem wirkte er an Werken und Aufführungen von Max Bruch, Johannes Brahms und Antonín Dvořák mit.

## Werke
- Romance for violin and piano, London: C. Woolhouse, 1892
- Clavierstücke, op. 4, 1894
- 4 Lieder Ries & Erler, op. 5, 1895
- 6 Lieder, op. 12, Bonn: N. Simrock, 1898
- Romanzero. 4 Stücke für Pianoforte und Violoncell, op. 14, Breitkopf, 1897
- Meine Göttin. Ode v. Goethe f. Bar.-Solo, Männerchor u. Orchester, op. 20., Simrock, 1898
- Drei Männerchöre, op. 23, 1900
- 3 leichte Vortragsstücke für Pianoforte und Violoncell, Simrock 1900
- Streichquartett, h-Moll, op. 28, Bonn: N. Simrock, 1902
- Cellosonate, a-Moll, op. 35, Bonn: N. Simrock, 1904
- Zwei Sonaten für Pianoforte und Violine, op. 37, Simrock, 1905
- Aus der Volksseele Reihe toscanischer Volkslieder ; für Mezzo-Sopran mit Begl. d. Pianoforte, op. 38, 1905
- Fünf Gedichte von Hedwig von Olfers ; für e. Singst. mit Begl. d. Pianoforte, op. 39, 1907
- Violin Concerto in C minor, 1918
- Tanzvisionen, für Violine mit Klavier, 1929
- Kleine Klavierstücke, Stahl, 1929